# Eyal Benvenisti
Eyal Benvenisti (* 18. Februar 1959 in Jerusalem) ist ein israelischer Jurist, Professor an der Universität Cambridge und Direktor des dortigen Lauterpacht Centre for International Law.

## Leben
Das Studium der Rechtswissenschaften absolvierte Benvenisti von 1980 bis 1984 an der Hebräischen Universität Jerusalem und schloss dieses mit dem Bachelor of Laws ab. Während des Studiums arbeitete er für Richterin Miriam Ben-Porat am Obersten Gericht Israels. Nach Abschluss des Studiums nahm Benvenisti ein Jahr lang am Doktorandenprogramm der Hebräischen Universität Jerusalem teil, bevor er an die Yale University wechselte. 1988 wurde ihm dort der Master of Laws verliehen. 1990 wurde Benvenisti schließlich mit einer Arbeit im Bereich des Völkerrechts zum Juris Doctor promoviert. Noch im selben Jahr erhielt er einen Ruf als Hersch Lauterpacht Professor an seine Alma Mater. Diese Professur hatte er bis 2002 inne. In dieser Zeit verbrachte er mehrere Forschungsaufenthalte in Deutschland, unter anderem am Max-Planck-Institut für ausländisches öffentliches Recht und Völkerrecht in Heidelberg und an der Ludwig-Maximilians-Universität München. Zudem nahm er Gastprofessuren an der Columbia, der Harvard und der University of Michigan wahr. 2002 wechselte Benvenisti an die Universität Tel Aviv, auf die Anny and Paul Yanowicz Professur für Menschenrechte. Auch in dieser Position war er als Gastprofessor tätig und lehrte unter anderem an den Universitäten von Pennsylvania, New York und an der Haager Akademie für Völkerrecht. Seit 2018 ist er als Whewell Professor of International Law an der Universität Cambridge tätig und leitet dort als Direktor das Lauterpacht Centre for International Law. Benvenisti forscht insbesondere auf dem Gebiet des Völker- und Verfassungsrechts sowie des Verwaltungsrechts. Seit Januar 2024 ist Benvinisti einer der Anwälte, welche Israel vor dem Internationalen Strafgerichtshof verteidigt, vor welchem Südafrika Israel des Völkermords an den Palästinensern angeklagt hat.

## Auszeichnungen und Mitgliedschaften
Benvenisti war von 1994 bis 1998 Mitglied der International Law Commission. Seit 2009 ist er Mitherausgeber des American Journal of International Law und gehört seit 2008 der Venedig-Kommission an. 2011 wurde er als assoziiertes Mitglied in das Institut de Droit International aufgenommen. 1997 wurde ihm der Ferenc-Deák-Preis des American Journal of International Law verliehen. 2017 wurde er zum Mitglied der Israelischen Akademie der Wissenschaften gewählt.

## Schriften
- The international law of occupation. Oxford University Press, Oxford 2. Aufl. 2012, ISBN 978-0-19-958889-3
- The laws of occupation and commercial law reform in occupied territories:a reply to Jose Alejandro Carballo Leyda. In: European journal of international law. 23 (2012), Nr. 1, ISSN 0938-5428, S. 199–210.
- Prospects for the increased independence of international tribunals. In: Armin von Bogdandy, Ingo Venzke (Hrsg.): International judicial lawmaking:on public authority and democratic legitimation in global governance. Springer, Heidelberg 2012, ISBN 978-3-642-29586-7, (Beiträge zum ausländischen öffentlichen Recht und Völkerrecht 236), S. 99–129.
- Sharing transboundary resources: international law and optimal resource use. Cambridge University Press, Cambridge 2002, ISBN 0-521-64098-9.